# Maharlika FC
Maharlika Football Club, znany także jako Maharlika Taguig FC lub Koponan ng Masa (“Drużyna Ludu”), to profesjonalny klub piłkarski z Taguig City w Manili. Został założony w 2020 roku przez byłego reprezentanta Filipin, Anton del Rosario, jako rozwinięcie drużyny siedmioosobowej z 2019 roku.

## Historia
Początki klubu sięgają 2019 roku, kiedy Anton del Rosario utworzył zespół do rywalizacji w 7’s Football League podczas Kampeon Cup. Już w lipcu 2020 roku Maharlika otrzymała licencję na udział w Philippines Football League (PFL), a jej pierwsze działania odbywały się w ramach wolontariatu.

## Stadion
Główne mecze ligowe Maharlika rozgrywa na McKinley Hill Stadium (2 000 miejsc). W przypadku bardziej prestiżowych meczów zdaża im się zagrać na Rizal Memorial Stadium (12 873 miejsc).

## Skład
Skład klubu liczy 31 zawodników o średniej wieku 24,7 lat, w tym 20 zagranicznych graczy (64,5%)
Stan na 14 czerwca 2025 roku
| Nr | Poz. | Piłkarz            |
| -- | ---- | ------------------ |
| 22 | BR   | Kenry Balobo       |
| 1  | BR   | Javi Coscolluela   |
| 12 | BR   | Mateo Veloso       |
| 42 | OB   | Terence Smith      |
| 5  | OB   | Enzo Lucindo       |
| 14 | OB   | Ryan Hermida       |
| 18 | OB   | Shayan Charalaghi  |
| 4  | OB   | Santino Rosales    |
| 30 | OB   | Ting-Hao Chen      |
| 32 | OB   | Chun-Hsiang Yu     |
| 16 | OB   | Cooper Ross        |
| 33 | OB   | Cooper Ross        |
| 3  | OB   | Bryan Palpal-Latoc |
| 26 | OB   | John Renz Saldivar |
| 29 | OB   | Kai-Hsaing Lin     |
| 9  | OB   | Caelan McLeod      |
| 2  | OB   | Miguel De Mesa     |
| 20 | OB   | Brando Soliman     |

| Nr | Poz. | Piłkarz                |
| -- | ---- | ---------------------- |
| 34 | PO   | Wei-Ting Lin           |
| 8  | PO   | Ahmad Saidy            |
| 10 | PO   | Jorrel Aristorenas     |
| 6  | PO   | Brandon Zambrano       |
| 21 | PO   | Nathan Rilloraza       |
| 17 | PO   | Marvin Angeles         |
| 36 | PO   | Kaito Kita             |
| 31 | PO   | Sebastian Tsai Nielsen |
| 7  | NA   | Darlton Digha          |
| 11 | NA   | Gab Abo                |
| 35 | NA   | Chi-Hsun Chen          |
| 19 | NA   | Serge Kaole (kapitan)  |
| 77 | NA   | Gun-oh Kim             |
| 15 | NA   | Desmond Ngai           |
| 24 | NA   | Isaac Anoh             |
| 28 | NA   | Bency Villanueva       |
| 37 | NA   | Kano Sota              |